# Schwebebahnstation Robert-Daum-Platz
| Robert-Daum-Platz  | Robert-Daum-Platz              |
| ------------------ | ------------------------------ |
|                    |                                |
| Eröffnung:         |                                |
| Neubau:            |                                |
| Stadtteil:         | Elberfeld-West                 |
| Lage:              | Wasserstrecke/Zwischenstation  |
| Anschrift:         | Tannenbergstraße 28            |
| Stationsnummer:    | 09                             |
| Streckenkilometer: | 5,9                            |
| Stützen:           | 210–211                        |
| Ehemalige Namen:   | Breite Straße Tannenbergstraße |

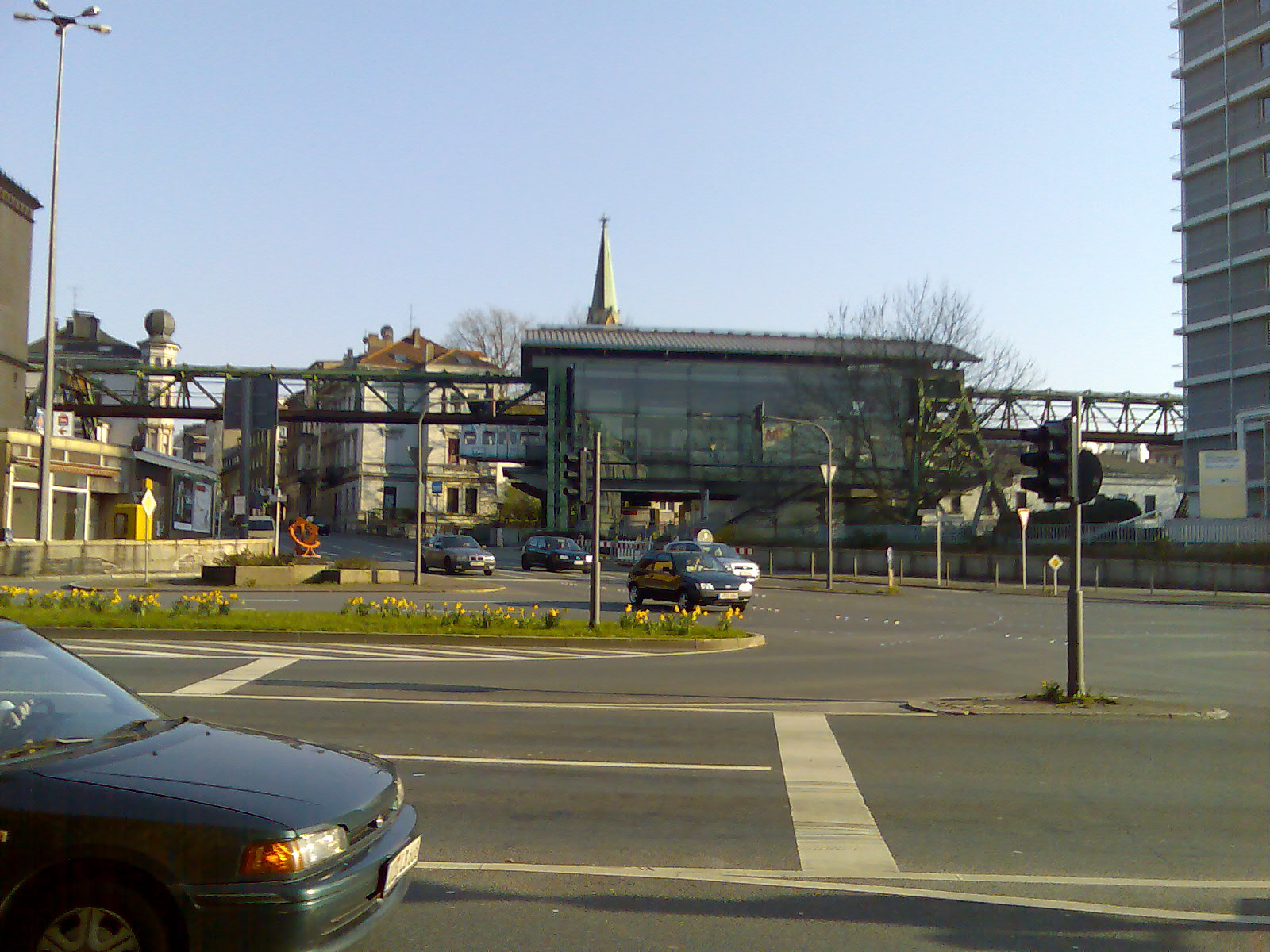
Der Robert-Daum-Platz (Teilansicht mit der Schwebebahnstation vor dem Umbau der Kreuzung)

Die Schwebebahnstation Robert-Daum-Platz ist ein Halt der Wuppertaler Schwebebahn im Westen Elberfelds. Zusammen mit dem gleichnamigen Platz bildet sie einen großen Verkehrsknotenpunkt an der Grenze der Wuppertaler Stadtbezirke Elberfeld und Elberfeld-West. Über die Station können das Luisenviertel und der Deweerth’sche Garten erreicht werden.

## Lage

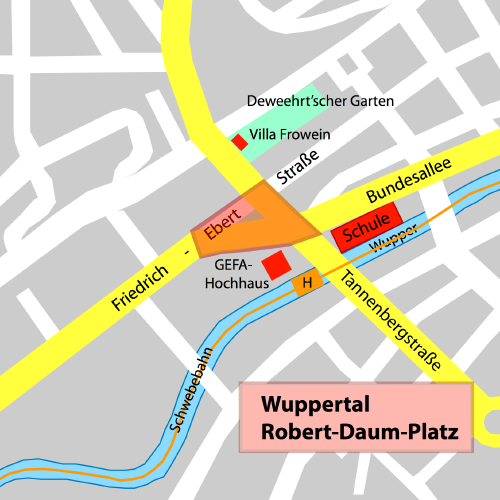
Lageskizze

Die Schwebebahn-Station Robert-Daum-Platz befindet sich in unmittelbarer Nähe des gleichnamigen Platzes an der nach Süden abgehenden Tannenbergstraße, westlich der Wupperbrücke Tannenbergstraße.

## Geschichte
Bis 1987 folgte auch die Wuppertaler Straßenbahn der B 7 und hatte einen Abzweig in die Briller Straße zum Endhaltepunkt Gabelpunkt.

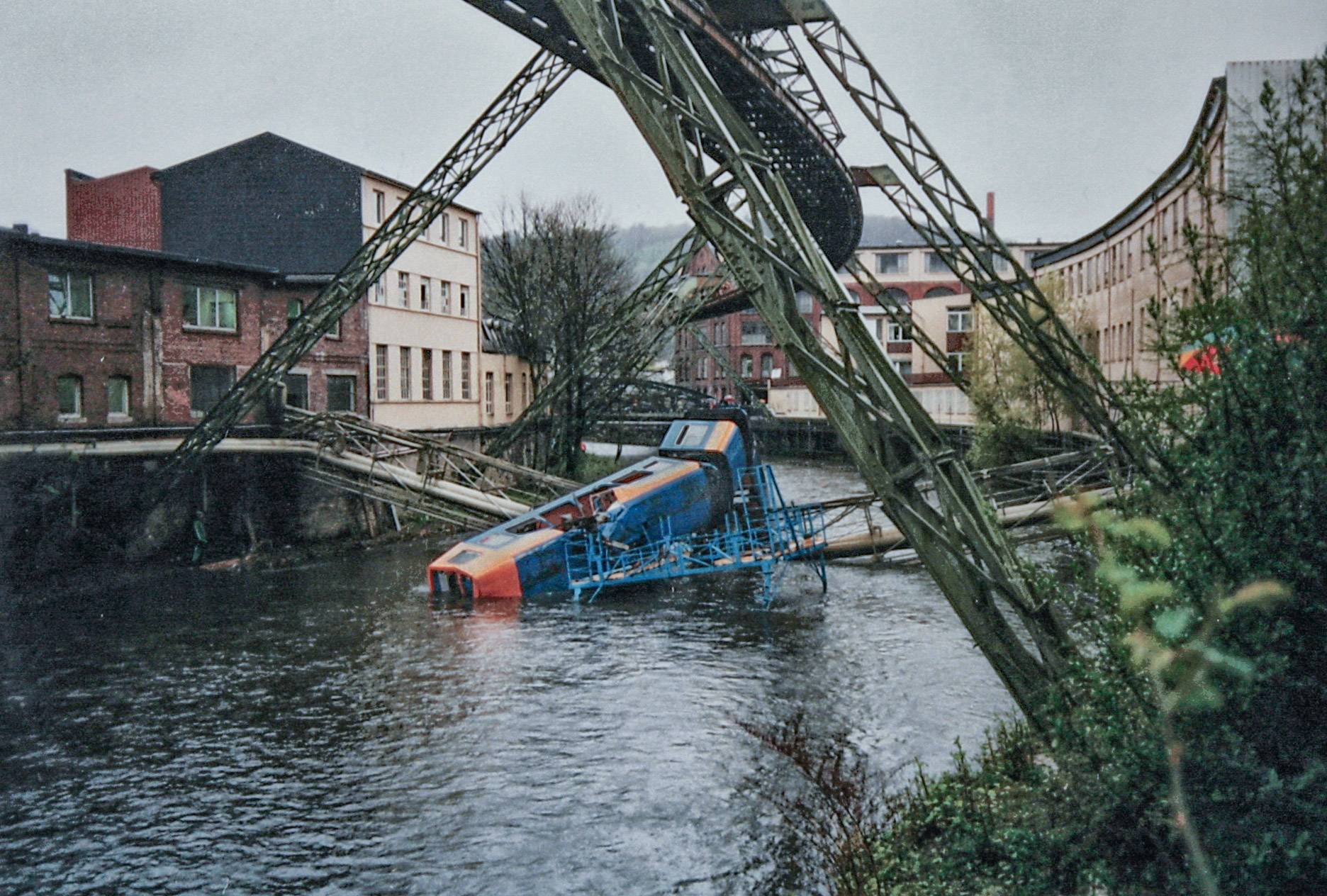
Die Unfallstelle am 12. April 1999

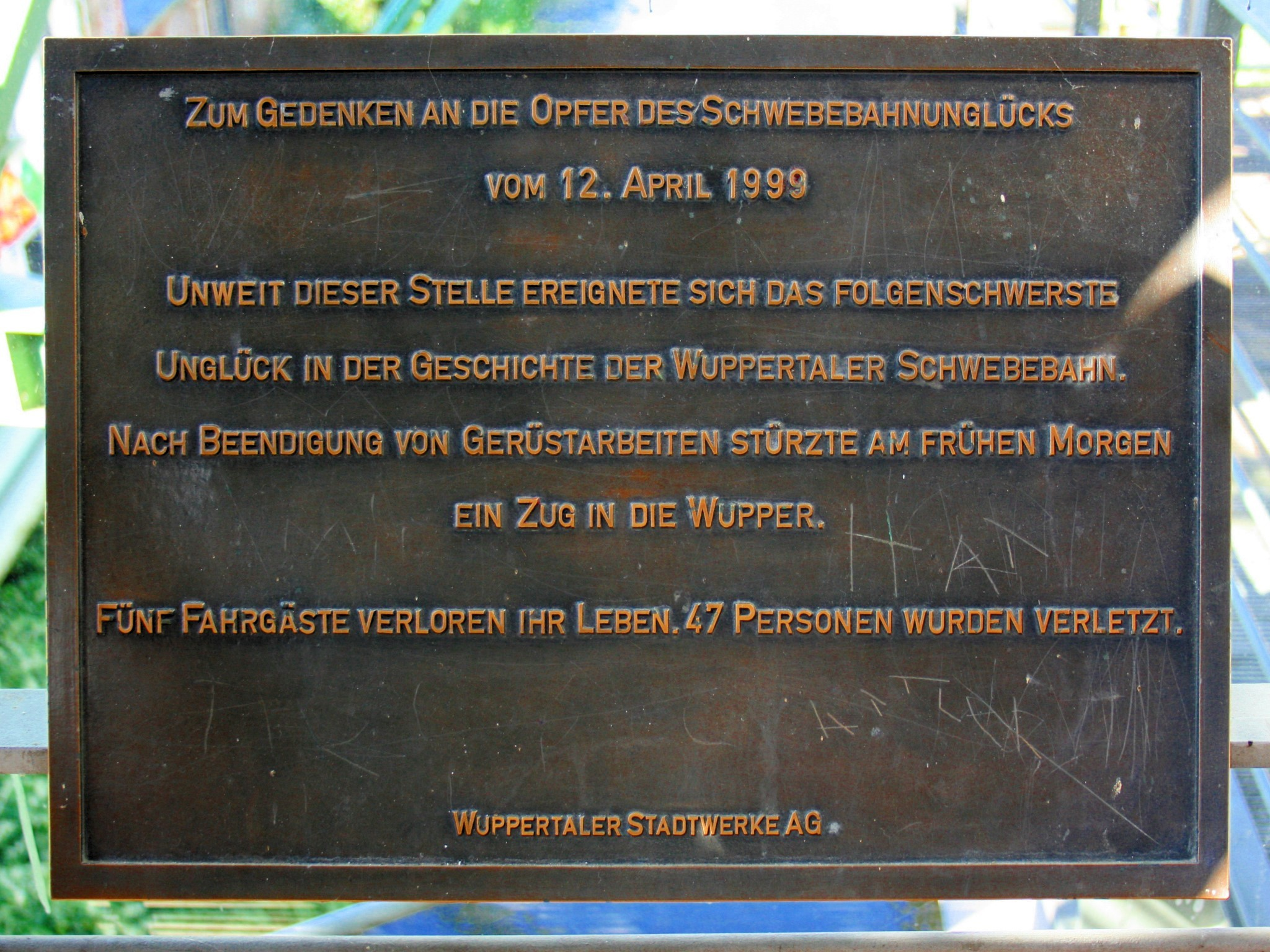
Die Gedenktafel

Nahe dem Robert-Daum-Platz ereignete sich der Unfall vom 12. April 1999, in dessen Folge fünf Menschen starben und 47 weitere verletzt wurden. Eine Gedenkplatte in der Station erinnert an den Unfall.

## Bedienung
Am Robert-Daum-Platz besteht Anschluss in zwei Richtungen. Einige Buslinien folgen der B 7 im Zuge der Wupper nach Westen, die meisten verlassen die Talachse in Richtung Norden. Alle Linien bedienen Wuppertals zentrale Haltestelle Ohligsmühle (Hauptbahnhof), die während der Umbauarbeiten am Döppersberg den ZOB am Hauptbahnhof ersetzt.
| Linie | Verlauf | Takt |     | Betreiber |
| ----- | --- | --- | --- | --------- |
| 60    | Vohwinkel Schwebebahn – Bruch – Hammerstein – Sonnborner Straße – Zoo/Stadion – Varresbecker Straße – Westende – Pestalozzistraße – Robert-Daum-Platz – Ohligsmühle/Stadthalle – Hauptbahnhof – Kluse – Landgericht – Völklinger Straße – Loher Brücke – Adlerbrücke – Alter Markt – Werther Brücke – Wupperfeld – Oberbarmen Bf   | 3–5 min | 1/2 | WSW mobil |
| 600   | W-Vohwinkel, Schwebebahn – Robert-Daum-Platz – Wuppertal-Elberfeld Ohligsmühle (Hbf) | Diese Linie verkehrt vor Betriebsbeginn und nach Betriebsende der Schwebebahn.                                                        |     |           |
| 601   | Wülfrath-Stadtmitte – Wülfrath-Aprath Bf. – Wuppertal-Wieden – Robert-Daum-Platz – Wuppertal-Elberfeld Ohligsmühle (Hbf) | 20 Min (nach Wieden Schleife von 6 bis 14 Uhr) 20/40 Min (nach Wülfrath-Aprath Bf von 6 bis 14 Uhr) 60 Min (nach Wülfrath-Stadtmitte) |     | WSW mobil |
| 611   | W-Katernberg, Birkenhöhe Schleife – W-Elberfeld, Varresbecker Straße – Robert-Daum-Platz – W-Elberfeld, Ohligsmühle (Hbf) – W-Elberfeld, Brausenwerth (Hbf) – W-Barmen Bahnhof – W-Barmen, Alter Markt – W-Heckinghausen, Lenneper Straße                                                                                          | 20 min |     | WSW mobil |
| 619   | W-Nützenberg, Rabenweg – Robert-Daum-Platz – Wuppertal-Elberfeld Ohligsmühle (Hbf) | 20 min |     | WSW mobil |
| 649   | Velbert ZOB – Willy-Brandt-Platz – Tönisheide – Velbert-Neviges, Markt/Bf. – Neviges-Siepen – Velbert-Rosenhügel Bf. – Wuppertal-Katernberg – Robert-Daum-Platz – Wuppertal-Elberfeld Ohligsmühle (Hbf) | 20 min |     | WSW mobil |
| NE1   | Wuppertal-Elberfeld Ohligsmühle (Hbf) → Robert-Daum-Platz → W-Nützenberg, Kyhffhäuser Straße → Varresbecker Straße → Hammerstein → W-Vohwinkel Bahnhof → W-Vohwinkel, Obere Engelshöhe → W-Vohwinkel, Dasnöckel → Hammerstein → Varresbecker Straße → Pestalozzistraße → Robert-Daum-Platz → Wuppertal-Elberfeld Ohligsmühle (Hbf) | 60 min |     | WSW mobil |